# 銚子新大橋有料道路

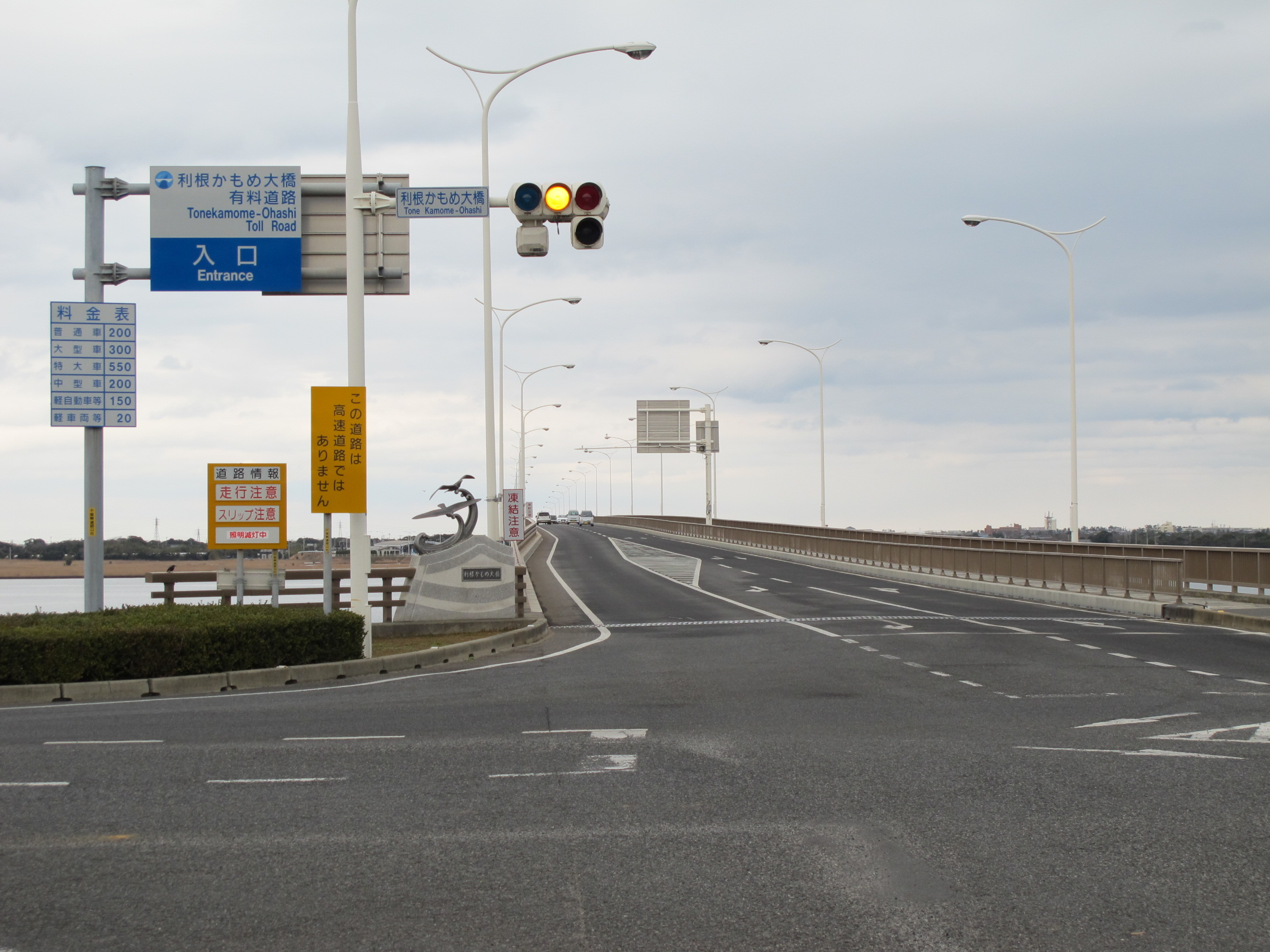
利根かもめ大橋有料道路入口・
利根かもめ大橋交差点（2013年1月）

銚子新大橋有料道路（ちょうししんおおはしゆうりょうどうろ）は、利根川に架かり千葉県銚子市と茨城県神栖市とを結ぶ一般有料道路である。
千葉県道・茨城県道198号銚子波崎線の一部となっており、千葉県道路公社が管理する。なお、道路の大半を利根かもめ大橋が占めている。正式名称は銚子新大橋有料道路であるが、一般公募により利根かもめ大橋有料道路という愛称がつけられており、パンフレットやホームページ等ではこちらの名称が使われている。

## 概要
- 路線名：茨城県道・千葉県道198号銚子波崎線
- 起点：千葉県銚子市小船木町
- 終点：茨城県神栖市矢田部
- 全長：1.7km[1]（橋梁自体は1,145m）
- 規格：第3種第2級
- 車線数：2車線
- 車線幅員：3.25m
- 設計速度：60km/h
- 償還完了予定：2030年3月18日

## 歴史
約8km下流にある銚子大橋の渋滞の解消や千葉県東総地域と茨城県鹿行地域との交通ネットワークの強化を目的として建設された。
銚子新大橋の建設は千葉県側から先行して進められていたが、絶滅危惧種に指定されるヒヌマイトトンボに関する千葉県などの生息域の事前調査に誤認や報告虚偽があることがわかり、工事が一時中断していた。地元では、利根川沿いにヒヌマイトトンボが生息していることはあまり知られておらず、橋建設の中断は、早期開通を望む地元にとっても大きな問題となった。この問題は、学識経験者による「ヒヌマイトトンボ保全対策を考える懇談会」が、「茨城県側の橋台の位置をずらし、失われるヨシ原の面積を当初の10分の1にする」との設計変更案を、千葉・茨城両県に提案したことから工事再開が可能になり、利根川内の橋台の位置を変えるなどの設計変更や、トンボの生息域となるヨシ原の移植を実施することで対処された。

## 沿革
- 1994年（平成6年）12月28日：着工
- 1996年（平成8年）1月：絶滅危惧種ヒヌマイトトンボの生息が判明、工事中断
- 1997年（平成9年）
  - 10月15日：千葉側、工事再開
  - 11月20日：茨城側、工事再開[2]
- 1999年（平成11年）11月18日：応募総数2390通の中から愛称を「利根かもめ大橋」に決定
- 2000年（平成12年）
  - 3月16日：通行料金決定。軽自動車等150円、普通車200円、中型車200円、大型車300円、特大車550円、軽車両等20円[3]。
  - 3月17日：銚子新大橋有料道路の工事が完了[4]。
  - 3月18日：供用開始[3]。
- 2001年（平成13年）3月1日：通行する車両の最大重量限度25トンの道路に指定[5]。
- 2014年（平成26年）4月1日：通行料金改定（軽自動車等150円、普通車210円、中型車210円、大型車310円、特大車570円、軽車両等20円）[6]。
- 2015年（平成27年）7月1日：夏季限定で無料開放を実施（- 9月30日まで）[1]。
- 2019年（令和元年）10月1日：通行料金改定（軽自動車等160円、普通車210円、中型車210円、大型車320円、特大車580円、軽車両等20円）[7]。
- 2023年（令和5年）3月27日：料金の障害者割引率を50%以下に変更[8]。

## 通行料金
徴収期間は供用開始の日（2000年3月18日）より30年間。通行料金は、2019年10月現在。
- 軽自動車等 160円
- 普通車 210円
- 中型車 210円
- 大型車 320円
- 特大車 580円
- 軽車両等 20円

## 交差する道路
- 国道356号・千葉県道73号銚子海上線（銚子市小船木町1丁目 利根かもめ大橋交差点）
- 国道124号旧道（神栖市矢田部）